# Vicente Guerrero, Mazatán
Vicente Guerrero är en ort i Mexiko.   Den ligger i kommunen Mazatán och delstaten Chiapas, i den sydöstra delen av landet, 900 km sydost om huvudstaden Mexico City. Vicente Guerrero ligger 8 meter över havet och antalet invånare är 120.
Terrängen runt Vicente Guerrero är mycket platt. Runt Vicente Guerrero är det ganska glesbefolkat, med 34 invånare per kvadratkilometer. Närmaste större samhälle är Huehuetán, 19,7 km nordost om Vicente Guerrero. Trakten runt Vicente Guerrero består till största delen av jordbruksmark.